# 普惠黄蜂系列发动机
普惠黄蜂系列（Pratt & Whitney Wasp）發動機是普惠公司于20世纪30年代到50年代開發的一系列氣冷星型活塞發動機的俗稱。
普惠公司（Pratt & Whitney Aircraft Company）（P&W）由前萊特航空的总经理弗雷德里克·B·溫斯樂，于1925年建立。他从莱特航空带来了那边最优秀的一些工程師，并迅速推出了他們的第一款發動機設計，普惠 R-1340，黄蜂。

## 黄蜂系列
- R-1340 “黄蜂”
- R-985 “小黄蜂”
- R-1830 “双黄蜂”
- R-1535 “小双黄蜂”
- R-2000 “双黄蜂”
- R-2180E “双黄蜂E”
- R-2800 “倍黄蜂”
- R-4360 “大黄蜂”

注：编号意义如下：“R”表示是星型发动机（Radial），数字是该款发动机的排气量，以立方英寸表示。

### 脚注
1. ↑  Gunston 1989, p.114.